# Anbār-e Soflá
Anbār-e Soflá (persiska: انبار سفلی) är en ort i Iran.   Den ligger i provinsen Västazarbaijan, i den nordvästra delen av landet, 700 km nordväst om huvudstaden Teheran. Anbār-e Soflá ligger 2 306 meter över havet och antalet invånare är 329.
Terrängen runt Anbār-e Soflá är kuperad. Runt Anbār-e Soflá är det ganska tätbefolkat, med 72 invånare per kvadratkilometer. Närmaste större samhälle är Seyah Cheshmeh, 17,3 km nordväst om Anbār-e Soflá. Trakten runt Anbār-e Soflá består i huvudsak av gräsmarker.